# Primetime Emmy-díj a legjobb női főszereplőnek (vígjátéksorozat)
A Primetime Emmy-díj a legjobb női főszereplőnek (vígjátéksorozat) elismerést a Primetime Emmy-gálán adják át. A 18. díjátadó óta értékelik külön kategóriában a vígjátékok női főszereplőit (bár ekkor még együtt versenyeztek minisorozatok és tévéfilmek szereplőivel, valamint vendégszereplőkkel is).
A legtöbb, hét győzelmet (szintén rekord mennyiségű, tizenkét jelölésből) Julia Louis-Dreyfus aratta. Ebből hat alkalommal Az alelnök című sorozattal nyert, amely a győzelmeket tekintve szintén csúcstartónak számít a televíziós műsorok körében. A legtöbb, tizenöt jelölést az Öreglányok szerezte.

## Díjazottak és jelöltek
Győztes színésznő
MEGJEGYZÉS: a kategória elnevezése többször megváltozott, ezt a táblázatban feltüntetett elnevezések, illetve azok hozzávetőleges magyar fordításai jelzik.

### 1950-es évek
| Év | Színésznő                                                                   | Színésznő                                                                   | Szerep                                                                      | Cím                                                                         | Adó                                                                         |
| Legjobb női sztár állandó sorozatban (Best Female Star of a Regular Series) | Legjobb női sztár állandó sorozatban (Best Female Star of a Regular Series) | Legjobb női sztár állandó sorozatban (Best Female Star of a Regular Series) | Legjobb női sztár állandó sorozatban (Best Female Star of a Regular Series) | Legjobb női sztár állandó sorozatban (Best Female Star of a Regular Series) | Legjobb női sztár állandó sorozatban (Best Female Star of a Regular Series) |
| 1954 (6. gála) |                                                                             |                                                                             |                                                                             |                                                                             |                                                                             |
| --- | --------------------------------------------------------------------------- | --------------------------------------------------------------------------- | --------------------------------------------------------------------------- | --------------------------------------------------------------------------- | --------------------------------------------------------------------------- |
| 1954 (6. gála) |                                                                             | Eve Arden                                                                   | Connie Brooks                                                               | Our Miss Brooks                                                             | CBS                                                                         |
| 1954 (6. gála) | Lucille Ball                                                                | Lucy Ricardo                                                                | I Love Lucy                                                                 | CBS                                                                         |                                                                             |
| 1954 (6. gála) | Imogene Coca                                                                | több szereplő                                                               | Your Show of Shows                                                          | NBC                                                                         |                                                                             |
| 1954 (6. gála) | Dinah Shore                                                                 | önmaga                                                                      | The Dinah Shore Show                                                        | NBC                                                                         |                                                                             |
| 1954 (6. gála) | Loretta Young                                                               | több szereplő                                                               | The Loretta Young Show                                                      | NBC                                                                         |                                                                             |
| Legjobb, állandó sorozatban szereplő színésznő (Best Actress Starring in a Regular Series)                                                                                        |                                                                             |                                                                             |                                                                             |                                                                             |                                                                             |
| 1955 (7. gála) |                                                                             |                                                                             |                                                                             |                                                                             |                                                                             |
| | Loretta Young                                                               | több szereplő                                                               | The Loretta Young Show                                                      | NBC                                                                         |                                                                             |
| Gracie Allen | Gracie Allen                                                                | The George Burns and Gracie Allen Show                                      | CBS                                                                         |                                                                             |                                                                             |
| Eve Arden | Connie Brooks                                                               | Our Miss Brooks                                                             | CBS                                                                         |                                                                             |                                                                             |
| Lucille Ball | Lucy Ricardo                                                                | I Love Lucy                                                                 | CBS                                                                         |                                                                             |                                                                             |
| Ann Sothern | Susie McNamara                                                              | Private Secretary                                                           | CBS                                                                         |                                                                             |                                                                             |
| Legjobb színésznő – folytatólagos alakítás (Best Actress - Continuing Performance)                                                                                                |                                                                             |                                                                             |                                                                             |                                                                             |                                                                             |
| 1956 (8. gála) |                                                                             |                                                                             |                                                                             |                                                                             |                                                                             |
| | Lucille Ball                                                                | Lucy Ricardo                                                                | I Love Lucy                                                                 | CBS                                                                         |                                                                             |
| Gracie Allen | Gracie Allen                                                                | The George Burns and Gracie Allen Show                                      | CBS                                                                         |                                                                             |                                                                             |
| Eve Arden | Connie Brooks                                                               | Our Miss Brooks                                                             | CBS                                                                         |                                                                             |                                                                             |
| Jean Hagen | Margaret Williams                                                           | Make Room for Daddy                                                         | ABC                                                                         |                                                                             |                                                                             |
| Ann Sothern | Susie McNamara                                                              | Private Secretary                                                           | CBS                                                                         |                                                                             |                                                                             |
| Színésznő legjobb, folytatólagos alakítása (Best Continuing Performance by an Actress)                                                                                            |                                                                             |                                                                             |                                                                             |                                                                             |                                                                             |
| 1957 (9. gála) |                                                                             |                                                                             |                                                                             |                                                                             |                                                                             |
| | Loretta Young                                                               | több szereplő                                                               | The Loretta Young Show                                                      | NBC                                                                         |                                                                             |
| Jan Clayton | Ellen Miller                                                                | Lassie                                                                      | CBS                                                                         |                                                                             |                                                                             |
| Ida Lupino | több szereplő                                                               | Four Star Playhouse                                                         | CBS                                                                         |                                                                             |                                                                             |
| Peggy Wood | Mama                                                                        | Mama                                                                        | CBS                                                                         |                                                                             |                                                                             |
| Jane Wyman | több szereplő                                                               | Jane Wyman Theatre                                                          | NBC                                                                         |                                                                             |                                                                             |
| Színésznő legjobb, folytatólagos főszereplői alakítása (drámai vagy vígjátéksorozat) (Best Continuing Performance by an Actress in a Leading Role in a Dramatic or Comedy Series) |                                                                             |                                                                             |                                                                             |                                                                             |                                                                             |
| 1958 (10. gála) |                                                                             |                                                                             |                                                                             |                                                                             |                                                                             |
| | Jane Wyatt                                                                  | Margaret Anderson                                                           | Father Knows Best                                                           | CBS                                                                         |                                                                             |
| Eve Arden | Liza Hammond                                                                | The Eve Arden Show                                                          | CBS                                                                         |                                                                             |                                                                             |
| Spring Byington | Lily Ruskin                                                                 | December Bride                                                              | CBS                                                                         |                                                                             |                                                                             |
| Jan Clayton | Ellen Miller                                                                | Lassie                                                                      | CBS                                                                         |                                                                             |                                                                             |
| Ida Lupino | Eve Drake                                                                   | Mr. Adams and Eve                                                           | CBS                                                                         |                                                                             |                                                                             |
| Legjobb női főszereplő (folytatólagos karakter) vígjátéksorozatban (Best Actress in a Leading Role (Continuing Character) in a Comedy Series)                                     |                                                                             |                                                                             |                                                                             |                                                                             |                                                                             |
| 1959 (11. gála) |                                                                             |                                                                             |                                                                             |                                                                             |                                                                             |
| | Jane Wyatt                                                                  | Margaret Anderson                                                           | Father Knows Best                                                           | CBS                                                                         |                                                                             |
| Gracie Allen | Gracie Allen                                                                | The George Burns and Gracie Allen Show                                      | CBS                                                                         |                                                                             |                                                                             |
| Spring Byington | Lily Ruskin                                                                 | December Bride                                                              | CBS                                                                         |                                                                             |                                                                             |
| Ida Lupino | Eve Drake                                                                   | Mr. Adams and Eve                                                           | CBS                                                                         |                                                                             |                                                                             |
| Donna Reed | Donna Stone                                                                 | The Donna Reed Show                                                         | ABC                                                                         |                                                                             |                                                                             |
| Ann Sothern | Katy O'Connor                                                               | The Ann Sothern Show                                                        | CBS                                                                         |                                                                             |                                                                             |

### 1960-as évek
| Év | Színésznő | Színésznő | Szerep | Cím | Adó |                                   |
| Színésznő kiemelkedő alakítása sorozatban (fő- vagy mellékszereplő) (Outstanding Performance by an Actress in a Series (Lead or Support))                      | Színésznő kiemelkedő alakítása sorozatban (fő- vagy mellékszereplő) (Outstanding Performance by an Actress in a Series (Lead or Support)) | Színésznő kiemelkedő alakítása sorozatban (fő- vagy mellékszereplő) (Outstanding Performance by an Actress in a Series (Lead or Support)) | Színésznő kiemelkedő alakítása sorozatban (fő- vagy mellékszereplő) (Outstanding Performance by an Actress in a Series (Lead or Support)) | Színésznő kiemelkedő alakítása sorozatban (fő- vagy mellékszereplő) (Outstanding Performance by an Actress in a Series (Lead or Support)) | Színésznő kiemelkedő alakítása sorozatban (fő- vagy mellékszereplő) (Outstanding Performance by an Actress in a Series (Lead or Support)) |                                   |
| 1960 (12. gála) | | | | | |                                   |
| --- | --- | --- | --- | --- | --- | --------------------------------- |
| 1960 (12. gála) | | Jane Wyatt | Margaret Anderson | Father Knows Best | CBS |                                   |
| 1960 (12. gála) | Donna Reed | Donna Stone | The Donna Reed Show | ABC | |                                   |
| 1960 (12. gála) | Teresa Wright | Margaret Bourke-White | NBC Sunday Showcase | NBC | |                                   |
| 1960 (12. gála) | Loretta Young | több szereplő | The Loretta Young Show | NBC | |                                   |
| Színésznő kiemelkedő alakítása sorozatban (főszereplő) (Outstanding Performance by an Actress in a Series (Lead))                                              | | | | | |                                   |
| 1961 (13. gála) | | | | | |                                   |
| | Barbara Stanwyck | több szereplő | The Barbara Stanwyck Show | NBC | |                                   |
| Donna Reed | Donna Stone | The Donna Reed Show | ABC | | |                                   |
| Loretta Young | több szereplő | The Loretta Young Show | NBC | | |                                   |
| Színésznő kiemelkedő és folytatólagos alakítása sorozatban (főszereplő) (Outstanding Continued Performance by an Actress in a Series (Lead))                   | | | | | |                                   |
| 1962 (14. gála) | | | | | |                                   |
| | Shirley Booth | Hazel Burke | Hazel | NBC | |                                   |
| Gertrude Berg | Sarah Green | The Gertrude Berg Show | CBS | | |                                   |
| Donna Reed | Donna Stone | The Donna Reed Show | ABC | | |                                   |
| Mary Stuart | Joanne Gardner | Search for Tomorrow | CBS | | |                                   |
| Cara Williams | Gladys Porter | Pete and Gladys | CBS | | |                                   |
| 1963 (15. gála) | | | | | |                                   |
| | Shirley Booth | Hazel Burke | Hazel | NBC | |                                   |
| Lucille Ball | Lucy Carmichael | The Lucy Show | CBS | | |                                   |
| Shirl Conway | Liz Thorpe | The Nurses | CBS | | |                                   |
| Mary Tyler Moore | Laura Petrie | The Dick Van Dyke Show | CBS | | |                                   |
| Irene Ryan | Granny | The Beverly Hillbillies | CBS | | |                                   |
| 1964 (16. gála) | | | | | |                                   |
| | Mary Tyler Moore | Laura Petrie | The Dick Van Dyke Show | CBS | |                                   |
| Shirley Booth | Hazel Burke | Hazel | NBC | | |                                   |
| Patty Duke | Cathy Lane | The Patty Duke Show | ABC | | |                                   |
| Irene Ryan | Granny | The Beverly Hillbillies | CBS | | |                                   |
| Inger Stevens | Katy Holstrum | The Farmer's Daughter | ABC | | |                                   |
| 1965 (17. gála) | Nem adtak át díjat a kategóriában | Nem adtak át díjat a kategóriában | Nem adtak át díjat a kategóriában | Nem adtak át díjat a kategóriában | Nem adtak át díjat a kategóriában | Nem adtak át díjat a kategóriában |
| Női főszereplő kiemelkedő és folytatólagos alakítása vígjátéksorozatban (Outstanding Continued Performance by an Actress in a Leading Role in a Comedy Series) | | | | | |                                   |
| 1966 (18. gála) | | | | | |                                   |
| | Mary Tyler Moore | Laura Petrie | The Dick Van Dyke Show | CBS | |                                   |
| Lucille Ball | Lucy Carmichael | The Lucy Show | CBS | | |                                   |
| Elizabeth Montgomery | Samantha Stephens | Bewitched | ABC | | |                                   |
| 1967 (19. gála) | | | | | |                                   |
| | Lucille Ball | Lucy Carmichael | The Lucy Show | CBS | |                                   |
| Elizabeth Montgomery | Samantha Stephens | Bewitched | ABC | | |                                   |
| Agnes Moorehead | Endora | Bewitched | ABC | | |                                   |
| Marlo Thomas | Ann Marie | That Girl | ABC | | |                                   |
| 1968 (20. gála) | | | | | |                                   |
| | Lucille Ball | Lucy Carmichael | The Lucy Show | CBS | |                                   |
| Barbara Feldon | 99-es ügynök | A balfácán (Get Smart) | NBC | | |                                   |
| Elizabeth Montgomery | Samantha Stephens | Bewitched | ABC | | |                                   |
| Paula Prentiss | Paula Hollister | He & She | CBS | | |                                   |
| Marlo Thomas | Ann Marie | That Girl | ABC | | |                                   |
| 1969 (21. gála) | | | | | |                                   |
| | Hope Lange | Carolyn Muir | The Ghost & Mrs. Muir | ABC | |                                   |
| Diahann Carroll | Julia Baker | Julia | NBC | | |                                   |
| Barbara Feldon | 99-es ügynök | A balfácán (Get Smart) | NBC | | |                                   |
| Elizabeth Montgomery | Samantha Stephens | Bewitched | ABC | | |                                   |

### 1970-es évek
| Év                | Színésznő            | Színésznő                 | Szerep                    | Cím                   | Adó |
| 1970 (22. gála)   |                      |                           |                           |                       |     |
| ----------------- | -------------------- | ------------------------- | ------------------------- | --------------------- | --- |
| 1970 (22. gála)   |                      | Hope Lange                | Carolyn Muir              | The Ghost & Mrs. Muir | ABC |
| 1970 (22. gála)   | Elizabeth Montgomery | Samantha Stephens         | Bewitched                 | ABC                   |     |
| 1970 (22. gála)   | Marlo Thomas         | Ann Marie                 | That Girl                 | ABC                   |     |
| 1971 (23. gála)   |                      |                           |                           |                       |     |
|                   | Jean Stapleton       | Edith Bunker              | All in the Family         | CBS                   |     |
| Mary Tyler Moore  | Mary Richards        | The Mary Tyler Moore Show | CBS                       |                       |     |
| Marlo Thomas      | Ann Marie            | That Girl                 | ABC                       |                       |     |
| 1972 (24. gála)   |                      |                           |                           |                       |     |
|                   | Jean Stapleton       | Edith Bunker              | All in the Family         | CBS                   |     |
| Sandy Duncan      | Sandy Stockton       | Funny Face                | CBS                       |                       |     |
| Mary Tyler Moore  | Mary Richards        | The Mary Tyler Moore Show | CBS                       |                       |     |
| 1973 (25. gála)   |                      |                           |                           |                       |     |
|                   | Mary Tyler Moore     | Mary Richards             | The Mary Tyler Moore Show | CBS                   |     |
| Bea Arthur        | Maude Findlay        | Maude                     | CBS                       |                       |     |
| Jean Stapleton    | Edith Bunker         | All in the Family         | CBS                       |                       |     |
| 1974 (26. gála)   |                      |                           |                           |                       |     |
|                   | Mary Tyler Moore     | Mary Richards             | The Mary Tyler Moore Show | CBS                   |     |
| Bea Arthur        | Maude Findlay        | Maude                     | CBS                       |                       |     |
| Jean Stapleton    | Edith Bunker         | All in the Family         | CBS                       |                       |     |
| 1975 (27. gála)   |                      |                           |                           |                       |     |
|                   | Valerie Harper       | Rhoda Morgenstern         | Rhoda                     | CBS                   |     |
| Mary Tyler Moore  | Mary Richards        | The Mary Tyler Moore Show | CBS                       |                       |     |
| Jean Stapleton    | Edith Bunker         | All in the Family         | CBS                       |                       |     |
| 1976 (28. gála)   |                      |                           |                           |                       |     |
|                   | Mary Tyler Moore     | Mary Richards             | The Mary Tyler Moore Show | CBS                   |     |
| Bea Arthur        | Maude Findlay        | Maude                     | CBS                       |                       |     |
| Lee Grant         | Fay Stewart          | Fay                       | NBC                       |                       |     |
| Valerie Harper    | Rhoda Morgenstern    | Rhoda                     | CBS                       |                       |     |
| Cloris Leachman   | Phyllis Lindstrom    | Phyllis                   | CBS                       |                       |     |
| 1977 (29. gála)   |                      |                           |                           |                       |     |
|                   | Bea Arthur           | Maude Findlay             | Maude                     | CBS                   |     |
| Valerie Harper    | Rhoda Morgenstern    | Rhoda                     | CBS                       |                       |     |
| Mary Tyler Moore  | Mary Richards        | The Mary Tyler Moore Show | CBS                       |                       |     |
| Suzanne Pleshette | Emily Hartley        | The Bob Newhart Show      | CBS                       |                       |     |
| Jean Stapleton    | Edith Bunker         | All in the Family         | CBS                       |                       |     |
| 1978 (30. gála)   |                      |                           |                           |                       |     |
|                   | Jean Stapleton       | Edith Bunker              | All in the Family         | CBS                   |     |
| Bea Arthur        | Maude Findlay        | Maude                     | CBS                       |                       |     |
| Cathryn Damon     | Mary Campbell        | Soap                      | ABC                       |                       |     |
| Katherine Helmond | Jessica Tate         | Soap                      | ABC                       |                       |     |
| Valerie Harper    | Rhoda Morgenstern    | Rhoda                     | CBS                       |                       |     |
| Suzanne Pleshette | Emily Hartley        | The Bob Newhart Show      | CBS                       |                       |     |
| 1979 (31. gála)   |                      |                           |                           |                       |     |
|                   | Ruth Gordon          | Dee Wilcox                | Taxi                      | ABC                   |     |
| Katherine Helmond | Jessica Tate         | Soap                      | ABC                       |                       |     |
| Linda Lavin       | Alice Hyatt          | Alice                     | CBS                       |                       |     |
| Isabel Sanford    | Louise Jefferson     | The Jeffersons            | CBS                       |                       |     |
| Jean Stapleton    | Edith Bunker         | All in the Family         | CBS                       |                       |     |

### 1980-as évek
| Év                | Színésznő           | Színésznő                         | Szerep                        | Cím  | Adó |
| 1980 (32. gála)   |                     |                                   |                               |      |     |
| ----------------- | ------------------- | --------------------------------- | ----------------------------- | ---- | --- |
| 1980 (32. gála)   |                     | Cathryn Damon                     | Mary Campbell                 | Soap | ABC |
| 1980 (32. gála)   | Katherine Helmond   | Jessica Tate                      | Soap                          | ABC  |     |
| 1980 (32. gála)   | Polly Holliday      | Flo Castleberry                   | Flo                           | CBS  |     |
| 1980 (32. gála)   | Sheree North        | Dotty Wertz                       | Archie Bunker's Place         | CBS  |     |
| 1980 (32. gála)   | Isabel Sanford      | Louise Jefferson                  | The Jeffersons                | CBS  |     |
| 1981 (33. gála)   |                     |                                   |                               |      |     |
|                   | Isabel Sanford      | Louise Jefferson                  | The Jeffersons                | CBS  |     |
| Eileen Brennan    | Mrs. McKenzie       | Taxi                              | ABC                           |      |     |
| Cathryn Damon     | Mary Campbell       | Soap                              | ABC                           |      |     |
| Katherine Helmond | Jessica Tate        | Soap                              | ABC                           |      |     |
| Lynn Redgrave     | Ann Atkinson        | House Calls                       | CBS                           |      |     |
| 1982 (34. gála)   |                     |                                   |                               |      |     |
|                   | Carol Kane          | Simka Dahblitz                    | Taxi                          | ABC  |     |
| Nell Carter       | Nellie Harper       | Gimme a Break!                    | NBC                           |      |     |
| Bonnie Franklin   | Ann Romano          | One Day at a Time                 | CBS                           |      |     |
| Swoosie Kurtz     | Laurie Morgan       | Love, Sidney                      | NBC                           |      |     |
| Charlotte Rae     | Edna Garrett        | The Facts of Life                 | NBC                           |      |     |
| Isabel Sanford    | Louise Jefferson    | The Jeffersons                    | CBS                           |      |     |
| 1983 (35. gála)   |                     |                                   |                               |      |     |
|                   | Shelley Long        | Diane Chambers                    | Cheers                        | NBC  |     |
| Nell Carter       | Nellie Harper       | Gimme a Break!                    | NBC                           |      |     |
| Mariette Hartley  | Jennifer Barnes     | Goodnight, Beantown               | CBS                           |      |     |
| Swoosie Kurtz     | Laurie Morgan       | Love, Sidney                      | NBC                           |      |     |
| Rita Moreno       | Violet Newstead     | 9 to 5                            | ABC                           |      |     |
| Isabel Sanford    | Louise Jefferson    | The Jeffersons                    | CBS                           |      |     |
| 1984 (36. gála)   |                     |                                   |                               |      |     |
|                   | Jane Curtin         | Allie Lowell                      | Kate & Allie                  | CBS  |     |
| Joanna Cassidy    | Jo Jo White         | Buffalo Bill                      | NBC                           |      |     |
| Shelley Long      | Diane Chambers      | Cheers                            | NBC                           |      |     |
| Susan Saint James | Kate McArdle        | Kate & Allie                      | CBS                           |      |     |
| Isabel Sanford    | Louise Jefferson    | The Jeffersons                    | CBS                           |      |     |
| 1985 (37. gála)   |                     |                                   |                               |      |     |
|                   | Jane Curtin         | Allie Lowell                      | Kate & Allie                  | CBS  |     |
| Shelley Long      | Diane Chambers      | Cheers                            | NBC                           |      |     |
| Phylicia Rashad   | Clair Huxtable      | Cosby (The Cosby Show)            | NBC                           |      |     |
| Susan Saint James | Kate McArdle        | Kate & Allie                      | CBS                           |      |     |
| Isabel Sanford    | Louise Jefferson    | The Jeffersons                    | CBS                           |      |     |
| 1986 (38. gála)   |                     |                                   |                               |      |     |
|                   | Betty White         | Rose Nylund                       | Öreglányok (The Golden Girls) | NBC  |     |
| Bea Arthur        | Dorothy Zbornak     | Öreglányok (The Golden Girls)     | NBC                           |      |     |
| Rue McClanahan    | Blanche Devereaux   | Öreglányok (The Golden Girls)     | NBC                           |      |     |
| Shelley Long      | Diane Chambers      | Cheers                            | NBC                           |      |     |
| Phylicia Rashad   | Clair Huxtable      | Cosby (The Cosby Show)            | NBC                           |      |     |
| 1987 (39. gála)   |                     |                                   |                               |      |     |
|                   | Rue McClanahan      | Blanche Devereaux                 | Öreglányok (The Golden Girls) | NBC  |     |
| Bea Arthur        | Dorothy Zbornak     | Öreglányok (The Golden Girls)     | NBC                           |      |     |
| Betty White       | Rose Nylund         | Öreglányok (The Golden Girls)     | NBC                           |      |     |
| Blair Brown       | Molly Bickford Dodd | The Days and Nights of Molly Dodd | NBC                           |      |     |
| Jane Curtin       | Allie Lowell        | Kate & Allie                      | CBS                           |      |     |
| 1988 (40. gála)   |                     |                                   |                               |      |     |
|                   | Bea Arthur          | Dorothy Zbornak                   | Öreglányok (The Golden Girls) | NBC  |     |
| Kirstie Alley     | Rebecca Howe        | Cheers                            | NBC                           |      |     |
| Blair Brown       | Molly Bickford Dodd | The Days and Nights of Molly Dodd | NBC                           |      |     |
| Rue McClanahan    | Blanche Devereaux   | Öreglányok (The Golden Girls)     | NBC                           |      |     |
| Betty White       | Rose Nylund         | Öreglányok (The Golden Girls)     | NBC                           |      |     |
| 1989 (41. gála)   |                     |                                   |                               |      |     |
|                   | Candice Bergen      | Murphy Brown                      | Murphy Brown                  | CBS  |     |
| Bea Arthur        | Dorothy Zbornak     | Öreglányok (The Golden Girls)     | NBC                           |      |     |
| Rue McClanahan    | Blanche Devereaux   | Öreglányok (The Golden Girls)     | NBC                           |      |     |
| Betty White       | Rose Nylund         | Öreglányok (The Golden Girls)     | NBC                           |      |     |
| Blair Brown       | Molly Bickford Dodd | The Days and Nights of Molly Dodd | Lifetime                      |      |     |

### 1990-es évek
| Év                   | Színésznő           | Színésznő           | Szerep                            | Magyar cím                        | Eredeti cím  | Adó |
| 1990 (42. gála)      |                     |                     |                                   |                                   |              |     |
| -------------------- | ------------------- | ------------------- | --------------------------------- | --------------------------------- | ------------ | --- |
| 1990 (42. gála)      |                     | Candice Bergen      | Murphy Brown                      |                                   | Murphy Brown | CBS |
| 1990 (42. gála)      | Kirstie Alley       | Rebecca Howe        | Cheers                            | Cheers                            | NBC          |     |
| 1990 (42. gála)      | Blair Brown         | Molly Bickford Dodd |                                   | The Days and Nights of Molly Dodd | Lifetime     |     |
| 1990 (42. gála)      | Delta Burke         | Suzanne Sugarbaker  |                                   | Designing Women                   | CBS          |     |
| 1990 (42. gála)      | Betty White         | Rose Nylund         | Öreglányok                        | The Golden Girls                  | NBC          |     |
| 1991 (43. gála)      |                     |                     |                                   |                                   |              |     |
|                      | Kirstie Alley       | Rebecca Howe        | Cheers                            | Cheers                            | NBC          |     |
| Candice Bergen       | Murphy Brown        |                     | Murphy Brown                      | CBS                               |              |     |
| Blair Brown          | Molly Bickford Dodd |                     | The Days and Nights of Molly Dodd | Lifetime                          |              |     |
| Delta Burke          | Suzanne Sugarbaker  |                     | Designing Women                   | CBS                               |              |     |
| Betty White          | Rose Nylund         | Öreglányok          | The Golden Girls                  | NBC                               |              |     |
| 1992 (44. gála)      |                     |                     |                                   |                                   |              |     |
|                      | Candice Bergen      | Murphy Brown        |                                   | Murphy Brown                      | CBS          |     |
| Kirstie Alley        | Rebecca Howe        | Cheers              | Cheers                            | NBC                               |              |     |
| Roseanne Barr        | Roseanne Conner     | Roseanne            | Roseanne                          | ABC                               |              |     |
| Tyne Daly            | Mimsy Borogroves    |                     | Wings                             | NBC                               |              |     |
| Marion Ross          | Sophie Berger       |                     | Brooklyn Bridge                   | CBS                               |              |     |
| Betty White          | Rose Nylund         | Öreglányok          | The Golden Girls                  | NBC                               |              |     |
| 1993 (45. gála)      |                     |                     |                                   |                                   |              |     |
|                      | Roseanne Barr       | Roseanne Conner     | Roseanne                          | Roseanne                          | ABC          |     |
| Kirstie Alley        | Rebecca Howe        | Cheers              | Cheers                            | NBC                               |              |     |
| Candice Bergen       | Murphy Brown        |                     | Murphy Brown                      | CBS                               |              |     |
| Helen Hunt           | Jamie Buchman       | Megőrülök érted     | Mad About You                     | NBC                               |              |     |
| Marion Ross          | Sophie Berger       |                     | Brooklyn Bridge                   | CBS                               |              |     |
| 1994 (46. gála)      |                     |                     |                                   |                                   |              |     |
|                      | Candice Bergen      | Murphy Brown        |                                   | Murphy Brown                      | CBS          |     |
| Roseanne Barr        | Roseanne Conner     | Roseanne            | Roseanne                          | ABC                               |              |     |
| Helen Hunt           | Jamie Buchman       | Megőrülök érted     | Mad About You                     | NBC                               |              |     |
| Annie Potts          | Dana Palladino      |                     | Love & War                        | CBS                               |              |     |
| Patricia Richardson  | Jill Taylor         | Házi barkács        | Home Improvement                  | ABC                               |              |     |
| 1995 (47. gála)      |                     |                     |                                   |                                   |              |     |
|                      | Candice Bergen      | Murphy Brown        |                                   | Murphy Brown                      | CBS          |     |
| Roseanne Barr        | Roseanne Conner     | Roseanne            | Roseanne                          | ABC                               |              |     |
| Ellen DeGeneres      | Ellen Morgan        |                     | Ellen                             | ABC                               |              |     |
| Helen Hunt           | Jamie Buchman       | Megőrülök érted     | Mad About You                     | NBC                               |              |     |
| Cybill Shepherd      | Cybill Sheridan     | Cybill              | Cybill                            | CBS                               |              |     |
| 1996 (48. gála)      |                     |                     |                                   |                                   |              |     |
|                      | Helen Hunt          | Jamie Buchman       | Megőrülök érted                   | Mad About You                     | NBC          |     |
| Ellen DeGeneres      | Ellen Morgan        |                     | Ellen                             | ABC                               |              |     |
| Fran Drescher        | Fran Fine           | A dadus             | The Nanny                         | CBS                               |              |     |
| Patricia Richardson  | Jill Taylor         | Házi barkács        | Home Improvement                  | ABC                               |              |     |
| Cybill Shepherd      | Cybill Sheridan     | Cybill              | Cybill                            | CBS                               |              |     |
| 1997 (49. gála)      |                     |                     |                                   |                                   |              |     |
|                      | Helen Hunt          | Jamie Buchman       | Megőrülök érted                   | Mad About You                     | NBC          |     |
| Ellen DeGeneres      | Ellen Morgan        |                     | Ellen                             | ABC                               |              |     |
| Fran Drescher        | Fran Fine           | A dadus             | The Nanny                         | CBS                               |              |     |
| Patricia Richardson  | Jill Taylor         | Házi barkács        | Home Improvement                  | ABC                               |              |     |
| Cybill Shepherd      | Cybill Sheridan     | Cybill              | Cybill                            | CBS                               |              |     |
| 1998 (50. gála)      |                     |                     |                                   |                                   |              |     |
|                      | Helen Hunt          | Jamie Buchman       | Megőrülök érted                   | Mad About You                     | NBC          |     |
| Kirstie Alley        | Veronica Chase      |                     | Veronica's Closet                 | NBC                               |              |     |
| Ellen DeGeneres      | Ellen Morgan        |                     | Ellen                             | ABC                               |              |     |
| Jenna Elfman         | Dharma Montgomery   | Dharma és Greg      | Dharma & Greg                     | ABC                               |              |     |
| Calista Flockhart    | Ally McBeal         | Ally McBeal         | Ally McBeal                       | Fox                               |              |     |
| Patricia Richardson  | Jill Taylor         | Házi barkács        | Home Improvement                  | ABC                               |              |     |
| 1999 (51. gála)      |                     |                     |                                   |                                   |              |     |
|                      | Helen Hunt          | Jamie Buchman       | Megőrülök érted                   | Mad About You                     | NBC          |     |
| Jenna Elfman         | Dharma Montgomery   | Dharma és Greg      | Dharma & Greg                     | ABC                               |              |     |
| Calista Flockhart    | Ally McBeal         | Ally McBeal         | Ally McBeal                       | Fox                               |              |     |
| Patricia Heaton      | Debra Barone        | Szeretünk Raymond   | Everybody Loves Raymond           | CBS                               |              |     |
| Sarah Jessica Parker | Carrie Bradshaw     | Szex és New York    | Sex and the City                  | HBO                               |              |     |

### 2000-es évek
| Év                   | Színésznő            | Színésznő           | Szerep                              | Magyar cím                          | Eredeti cím             | Adó |
| 2000 (52. gála)      |                      |                     |                                     |                                     |                         |     |
| -------------------- | -------------------- | ------------------- | ----------------------------------- | ----------------------------------- | ----------------------- | --- |
| 2000 (52. gála)      |                      | Patricia Heaton     | Debra Barone                        | Szeretünk Raymond                   | Everybody Loves Raymond | CBS |
| 2000 (52. gála)      | Jenna Elfman         | Dharma Montgomery   | Dharma és Greg                      | Dharma & Greg                       | ABC                     |     |
| 2000 (52. gála)      | Jane Kaczmarek       | Lois                | Már megint Malcolm                  | Malcolm in the Middle               | Fox                     |     |
| 2000 (52. gála)      | Debra Messing        | Grace Adler         | Will és Grace                       | Will & Grace                        | NBC                     |     |
| 2000 (52. gála)      | Sarah Jessica Parker | Carrie Bradshaw     | Szex és New York                    | Sex and the City                    | HBO                     |     |
| 2001 (53. gála)      |                      |                     |                                     |                                     |                         |     |
|                      | Patricia Heaton      | Debra Barone        | Szeretünk Raymond                   | Everybody Loves Raymond             | CBS                     |     |
| Calista Flockhart    | Ally McBeal          | Ally McBeal         | Ally McBeal                         | Fox                                 |                         |     |
| Jane Kaczmarek       | Lois                 | Már megint Malcolm  | Malcolm in the Middle               | Fox                                 |                         |     |
| Debra Messing        | Grace Adler          | Will és Grace       | Will & Grace                        | NBC                                 |                         |     |
| Sarah Jessica Parker | Carrie Bradshaw      | Szex és New York    | Sex and the City                    | HBO                                 |                         |     |
| 2002 (54. gála)      |                      |                     |                                     |                                     |                         |     |
|                      | Jennifer Aniston     | Rachel Green        | Jóbarátok                           | Friends                             | NBC                     |     |
| Patricia Heaton      | Debra Barone         | Szeretünk Raymond   | Everybody Loves Raymond             | CBS                                 |                         |     |
| Jane Kaczmarek       | Lois                 | Már megint Malcolm  | Malcolm in the Middle               | Fox                                 |                         |     |
| Debra Messing        | Grace Adler          | Will és Grace       | Will & Grace                        | NBC                                 |                         |     |
| Sarah Jessica Parker | Carrie Bradshaw      | Szex és New York    | Sex and the City                    | HBO                                 |                         |     |
| 2003 (55. gála)      |                      |                     |                                     |                                     |                         |     |
|                      | Debra Messing        | Grace Adler         | Will és Grace                       | Will & Grace                        | NBC                     |     |
| Jennifer Aniston     | Rachel Green         | Jóbarátok           | Friends                             | NBC                                 |                         |     |
| Patricia Heaton      | Debra Barone         | Szeretünk Raymond   | Everybody Loves Raymond             | CBS                                 |                         |     |
| Jane Kaczmarek       | Lois                 | Már megint Malcolm  | Malcolm in the Middle               | Fox                                 |                         |     |
| Sarah Jessica Parker | Carrie Bradshaw      | Szex és New York    | Sex and the City                    | HBO                                 |                         |     |
| 2004 (56. gála)      |                      |                     |                                     |                                     |                         |     |
|                      | Sarah Jessica Parker | Carrie Bradshaw     | Szex és New York                    | Sex and the City                    | HBO                     |     |
| Jennifer Aniston     | Rachel Green         | Jóbarátok           | Friends                             | NBC                                 |                         |     |
| Patricia Heaton      | Debra Barone         | Szeretünk Raymond   | Everybody Loves Raymond             | CBS                                 |                         |     |
| Bonnie Hunt          | Bonnie Malloy        |                     | Life with Bonnie                    | ABC                                 |                         |     |
| Jane Kaczmarek       | Lois                 | Már megint Malcolm  | Malcolm in the Middle               | Fox                                 |                         |     |
| 2005 (57. gála)      |                      |                     |                                     |                                     |                         |     |
|                      | Felicity Huffman     | Lynette Scavo       | Született feleségek                 | Desperate Housewives                | ABC                     |     |
| Marcia Cross         | Bree Van de Kamp     | Született feleségek | Desperate Housewives                | ABC                                 |                         |     |
| Teri Hatcher         | Susan Mayer          | Született feleségek | Desperate Housewives                | ABC                                 |                         |     |
| Patricia Heaton      | Debra Barone         | Szeretünk Raymond   | Everybody Loves Raymond             | CBS                                 |                         |     |
| Jane Kaczmarek       | Lois                 | Már megint Malcolm  | Malcolm in the Middle               | Fox                                 |                         |     |
| 2006 (58. gála)      |                      |                     |                                     |                                     |                         |     |
|                      | Julia Louis-Dreyfus  | Christine Campbell  | Christine kalandjai                 | The New Adventures of Old Christine | CBS                     |     |
| Stockard Channing    | Lydia Barnes         |                     | Out of Practice                     | CBS                                 |                         |     |
| Jane Kaczmarek       | Lois                 | Már megint Malcolm  | Malcolm in the Middle               | Fox                                 |                         |     |
| Lisa Kudrow          | Valerie Cherish      | A visszatérés       | The Comeback                        | HBO                                 |                         |     |
| Debra Messing        | Grace Adler          | Will és Grace       | Will & Grace                        | NBC                                 |                         |     |
| 2007 (59. gála)      |                      |                     |                                     |                                     |                         |     |
|                      | America Ferrera      | Betty Suarez        | Ki ez a lány?                       | Ugly Betty                          | ABC                     |     |
| Tina Fey             | Liz Lemon            | A stúdió            | 30 Rock                             | NBC                                 |                         |     |
| Felicity Huffman     | Lynette Scavo        | Született feleségek | Desperate Housewives                | ABC                                 |                         |     |
| Julia Louis-Dreyfus  | Christine Campbell   | Christine kalandjai | The New Adventures of Old Christine | CBS                                 |                         |     |
| Mary-Louise Parker   | Nancy Botwin         | Nancy ül a fűben    | Weeds                               | Showtime                            |                         |     |
| 2008 (60. gála)      |                      |                     |                                     |                                     |                         |     |
|                      | Tina Fey             | Liz Lemon           | A stúdió                            | 30 Rock                             | NBC                     |     |
| Christina Applegate  | Samantha Newly       | Nem ér a nevem      | Samantha Who?                       | ABC                                 |                         |     |
| America Ferrera      | Betty Suarez         | Ki ez a lány?       | Ugly Betty                          | ABC                                 |                         |     |
| Julia Louis-Dreyfus  | Christine Campbell   | Christine kalandjai | The New Adventures of Old Christine | CBS                                 |                         |     |
| Mary-Louise Parker   | Nancy Botwin         | Nancy ül a fűben    | Weeds                               | Showtime                            |                         |     |
| 2009 (61. gála)      |                      |                     |                                     |                                     |                         |     |
|                      | Toni Collette        | Tara Gregson        | Tara alteregói                      | United States of Tara               | Showtime                |     |
| Christina Applegate  | Samantha Newly       | Nem ér a nevem      | Samantha Who?                       | ABC                                 |                         |     |
| Tina Fey             | Liz Lemon            | A stúdió            | 30 Rock                             | NBC                                 |                         |     |
| Julia Louis-Dreyfus  | Christine Campbell   | Christine kalandjai | The New Adventures of Old Christine | CBS                                 |                         |     |
| Mary-Louise Parker   | Nancy Botwin         | Nancy ül a fűben    | Weeds                               | Showtime                            |                         |     |
| Sarah Silverman      | Sarah Silverman      |                     | The Sarah Silverman Program         | Comedy Central                      |                         |     |

### 2010-es évek
| Év                  | Színésznő             | Színésznő                      | Szerep                    | Magyar cím                          | Eredeti cím  | Adó      |
| 2010 (62. gála)     |                       |                                |                           |                                     |              |          |
| ------------------- | --------------------- | ------------------------------ | ------------------------- | ----------------------------------- | ------------ | -------- |
| 2010 (62. gála)     |                       | Edie Falco                     | Jackie Peyton             | Jackie nővér                        | Nurse Jackie | Showtime |
| 2010 (62. gála)     | Toni Collette         | Tara Gregson                   | Tara alteregói            | United States of Tara               | Showtime     |          |
| 2010 (62. gála)     | Tina Fey              | Liz Lemon                      | A stúdió                  | 30 Rock                             | NBC          |          |
| 2010 (62. gála)     | Julia Louis-Dreyfus   | Christine Campbell             | Christine kalandjai       | The New Adventures of Old Christine | CBS          |          |
| 2010 (62. gála)     | Lea Michele           | Rachel Berry                   | Glee – Sztárok leszünk!   | Glee                                | Fox          |          |
| 2010 (62. gála)     | Amy Poehler           | Leslie Knope                   | Városfejlesztési osztály  | Parks and Recreation                | NBC          |          |
| 2011 (63. gála)     |                       |                                |                           |                                     |              |          |
|                     | Melissa McCarthy      | Molly Flynn                    | Mike és Molly             | Mike & Molly                        | CBS          |          |
| Edie Falco          | Jackie Peyton         | Jackie nővér                   | Nurse Jackie              | Showtime                            |              |          |
| Tina Fey            | Liz Lemon             | A stúdió                       | 30 Rock                   | NBC                                 |              |          |
| Laura Linney        | Cathy Jamison         | The Big C – A nagy C           | The Big C                 | Showtime                            |              |          |
| Martha Plimpton     | Virginia Chance       | Nevelésből elégséges           | Raising Hope              | Fox                                 |              |          |
| Amy Poehler         | Leslie Knope          | Városfejlesztési osztály       | Parks and Recreation      | NBC                                 |              |          |
| 2012 (64. gála)     |                       |                                |                           |                                     |              |          |
|                     | Julia Louis-Dreyfus   | Selina Meyer                   | Az alelnök                | Veep                                | HBO          |          |
| Zooey Deschanel     | Jessica Day           | Új csaj                        | New Girl                  | Fox                                 |              |          |
| Lena Dunham         | Hannah Horvath        | Csajok                         | Girls                     | HBO                                 |              |          |
| Edie Falco          | Jackie Peyton         | Jackie nővér                   | Nurse Jackie              | Showtime                            |              |          |
| Tina Fey            | Liz Lemon             | A stúdió                       | 30 Rock                   | NBC                                 |              |          |
| Melissa McCarthy    | Molly Flynn           | Mike és Molly                  | Mike & Molly              | CBS                                 |              |          |
| Amy Poehler         | Leslie Knope          | Városfejlesztési osztály       | Parks and Recreation      | NBC                                 |              |          |
| 2013 (65. gála)     |                       |                                |                           |                                     |              |          |
|                     | Julia Louis-Dreyfus   | Selina Meyer                   | Az alelnök                | Veep                                | HBO          |          |
| Laura Dern          | Amy Jellicoe          | Megvilágosultam                | Enlightened               | HBO                                 |              |          |
| Lena Dunham         | Hannah Horvath        | Csajok                         | Girls                     | HBO                                 |              |          |
| Edie Falco          | Jackie Peyton         | Jackie nővér                   | Nurse Jackie              | Showtime                            |              |          |
| Tina Fey            | Liz Lemon             | A stúdió                       | 30 Rock                   | NBC                                 |              |          |
| Amy Poehler         | Leslie Knope          | Városfejlesztési osztály       | Parks and Recreation      | NBC                                 |              |          |
| 2014 (66. gála)     |                       |                                |                           |                                     |              |          |
|                     | Julia Louis-Dreyfus   | Selina Meyer                   | Az alelnök                | Veep                                | HBO          |          |
| Lena Dunham         | Hannah Horvath        | Csajok                         | Girls                     | HBO                                 |              |          |
| Edie Falco          | Jackie Peyton         | Jackie nővér                   | Nurse Jackie              | Showtime                            |              |          |
| Melissa McCarthy    | Molly Flynn           | Mike és Molly                  | Mike & Molly              | CBS                                 |              |          |
| Amy Poehler         | Leslie Knope          | Városfejlesztési osztály       | Parks and Recreation      | NBC                                 |              |          |
| Taylor Schilling    | Piper Chapman         | Narancs az új fekete           | Orange Is the New Black   | Netflix                             |              |          |
| 2015 (67. gála)     |                       |                                |                           |                                     |              |          |
|                     | Julia Louis-Dreyfus   | Selina Meyer                   | Az alelnök                | Veep                                | HBO          |          |
| Edie Falco          | Jackie Peyton         | Jackie nővér                   | Nurse Jackie              | Showtime                            |              |          |
| Lisa Kudrow         | Valerie Cherish       | A visszatérés                  | The Comeback              | HBO                                 |              |          |
| Amy Poehler         | Leslie Knope          | Városfejlesztési osztály       | Parks and Recreation      | NBC                                 |              |          |
| Amy Schumer         | több szereplő         | Amynek áll a világ             | Inside Amy Schumer        | Comedy Central                      |              |          |
| Lily Tomlin         | Frankie Bergstein     | Grace és Frankie               | Grace and Frankie         | Netflix                             |              |          |
| 2016 (68. gála)     |                       |                                |                           |                                     |              |          |
|                     | Julia Louis-Dreyfus   | Selina Meyer                   | Az alelnök                | Veep                                | HBO          |          |
| Ellie Kemper        | Kimmy Schmidt         | A megtörhetetlen Kimmy Schmidt | Unbreakable Kimmy Schmidt | Netflix                             |              |          |
| Laurie Metcalf      | Dr. Jenna James       | Meg-boldogulni                 | Getting On                | HBO                                 |              |          |
| Tracee Ellis Ross   | Dr. Rainbow Johnson   | Feketék fehéren                | Black-ish                 | ABC                                 |              |          |
| Amy Schumer         | több szereplő         | Amynek áll a világ             | Inside Amy Schumer        | Comedy Central                      |              |          |
| Lily Tomlin         | Frankie Bergstein     | Grace és Frankie               | Grace and Frankie         | Netflix                             |              |          |
| 2017 (69. gála)     |                       |                                |                           |                                     |              |          |
|                     | Julia Louis-Dreyfus   | Selina Meyer                   | Az alelnök                | Veep                                | HBO          |          |
| Pamela Adlon        | Sam Fox               | Jobb idők                      | Better Things             | FX                                  |              |          |
| Jane Fonda          | Grace Hanson          | Grace és Frankie               | Grace and Frankie         | Netflix                             |              |          |
| Lily Tomlin         | Frankie Bergstein     | Grace és Frankie               | Grace and Frankie         | Netflix                             |              |          |
| Allison Janney      | Bonnie Plunkett       | Anyák gyöngye                  | Mom                       | CBS                                 |              |          |
| Ellie Kemper        | Kimmy Schmidt         | A megtörhetetlen Kimmy Schmidt | Unbreakable Kimmy Schmidt | Netflix                             |              |          |
| Tracee Ellis Ross   | Dr. Rainbow Johnson   | Feketék fehéren                | Black-ish                 | ABC                                 |              |          |
| 2018 (70. gála)     |                       |                                |                           |                                     |              |          |
|                     | Rachel Brosnahan      | Miriam „Midge” Maisel          | A káprázatos Mrs. Maisel  | The Marvelous Mrs. Maisel           | Amazon       |          |
| Pamela Adlon        | Sam Fox               | Jobb idők                      | Better Things             | FX                                  |              |          |
| Allison Janney      | Bonnie Plunkett       | Anyák gyöngye                  | Mom                       | CBS                                 |              |          |
| Issa Rae            | Issa Dee              | Bizonytalan                    | Insecure                  | HBO                                 |              |          |
| Tracee Ellis Ross   | Dr. Rainbow Johnson   | Feketék fehéren                | Black-ish                 | ABC                                 |              |          |
| Lily Tomlin         | Grace Hanson          | Grace és Frankie               | Grace and Frankie         | Netflix                             |              |          |
| 2019 (71. gála)     |                       |                                |                           |                                     |              |          |
|                     | Phoebe Waller-Bridge  | Fleabag                        | Bolhafészek               | Fleabag                             | Amazon       |          |
| Christina Applegate | Jen Harding           | Halott vagy                    | Dead to Me                | Netflix                             |              |          |
| Rachel Brosnahan    | Miriam „Midge” Maisel | A káprázatos Mrs. Maisel       | The Marvelous Mrs. Maisel | Amazon                              |              |          |
| Julia Louis-Dreyfus | Selina Meyer          | Az alelnök                     | Veep                      | HBO                                 |              |          |
| Natasha Lyonne      | Nadia Vulvokov        | Végtelen matrjoska             | Russian Doll              | Netflix                             |              |          |
| Catherine O’Hara    | Moira Rose            |                                | Schitt’s Creek            | Pop TV                              |              |          |

### 2020-as évek
| Év                  | Színésznő                 | Színésznő                 | Szerep                       | Magyar cím                | Eredeti cím    | Adó    |
| 2020 (72. gála)     |                           |                           |                              |                           |                |        |
| ------------------- | ------------------------- | ------------------------- | ---------------------------- | ------------------------- | -------------- | ------ |
| 2020 (72. gála)     |                           | Catherine O’Hara          | Moira Rose                   |                           | Schitt's Creek | Pop TV |
| 2020 (72. gála)     | Christina Applegate       | Jen Harding               | Halott vagy                  | Dead to Me                | Netflix        |        |
| 2020 (72. gála)     | Linda Cardinelli          | Judy Hale                 | Halott vagy                  | Dead to Me                | Netflix        |        |
| 2020 (72. gála)     | Rachel Brosnahan          | Miriam "Midge" Maisel     | A káprázatos Mrs. Maisel     | The Marvelous Mrs. Maisel | Amazon         |        |
| 2020 (72. gála)     | Issa Rae                  | Issa Dee                  | Bizonytalan                  | Insecure                  | HBO            |        |
| 2020 (72. gála)     | Tracee Ellis Ross         | Dr. Rainbow Johnson       | Feketék fehéren              | Black-ish                 | ABC            |        |
| 2021 (73. gála)     |                           |                           |                              |                           |                |        |
|                     | Jean Smart                | Deborah Vance             | Hacks – A pénz beszél        | Hacks                     | HBO Max        |        |
| Aidy Bryant         | Annie Easton              |                           | Shrill                       | Hulu                      |                |        |
| Kaley Cuoco         | Cassie Bowden             | A légikísérő              | The Flight Attendant         | HBO Max                   |                |        |
| Allison Janney      | Bonnie Plunkett           | Anyák gyöngye             | Mom                          | CBS                       |                |        |
| Tracee Ellis Ross   | Dr. Rainbow Johnson       | Feketék fehéren           | Black-ish                    | ABC                       |                |        |
| 2022 (74. gála)     |                           |                           |                              |                           |                |        |
|                     | Jean Smart                | Deborah Vance             | Hacks – A pénz beszél        | Hacks                     | HBO Max        |        |
| Rachel Brosnahan    | Miriam "Midge" Maisel     | A káprázatos Mrs. Maisel  | The Marvelous Mrs. Maisel    | Prime Video               |                |        |
| Quinta Brunson      | Janine Teagues            | Abbott Általános Iskola   | Abbott Elementary            | ABC                       |                |        |
| Kaley Cuoco         | Cassie Bowden             | A légikísérő              | The Flight Attendant         | HBO Max                   |                |        |
| Elle Fanning        | Nagy Katalin              | Nagy Katalin – A kezdetek | The Great                    | Hulu                      |                |        |
| Issa Rae            | Issa Dee                  | Bizonytalan               | Insecure                     | HBO                       |                |        |
| 2023 (75. gála)     |                           |                           |                              |                           |                |        |
|                     | Quinta Brunson            | Janine Teagues            | Abbott Általános Iskola      | Abbott Elementary         | ABC            |        |
| Christina Applegate | Jen Harding               | Halott vagy               | Dead to Me                   | Netflix                   |                |        |
| Rachel Brosnahan    | Miriam "Midge" Maisel     | A káprázatos Mrs. Maisel  | The Marvelous Mrs. Maisel    | Prime Video               |                |        |
| Natasha Lyonne      | Charlie Cale              | Poker Face                | Poker Face                   | Peacock                   |                |        |
| Jenna Ortega        | Wednesday Addams          | Wednesday                 | Wednesday                    | Netflix                   |                |        |
| 2024 (76. gála)     |                           |                           |                              |                           |                |        |
|                     | Jean Smart                | Deborah Vance             | Hacks – A pénz beszél        | Hacks                     | HBO Max        |        |
| Quinta Brunson      | Janine Teagues            | Abbott Általános Iskola   | Abbott Elementary            | ABC                       |                |        |
| Ayo Edebiri         | Sydney Adamu              | A mackó                   | The Bear                     | FX                        |                |        |
| Selena Gomez        | Mabel Mora                | Gyilkos a házban          | Only Murders in the Building | Hulu                      |                |        |
| Maya Rudolph        | Molly Novak               | Lóvé                      | Loot                         | Apple TV+                 |                |        |
| Kristen Wiig        | Maxine Dellacorte-Simmons | Palm Royale               | Palm Royale                  | Apple TV+                 |                |        |

## Fordítás
- Ez a szócikk részben vagy egészben  a   Primetime Emmy Award for Outstanding Lead Actress in a Comedy Series című angol Wikipédia-szócikk ezen változatának fordításán alapul.  Az eredeti cikk szerkesztőit annak laptörténete sorolja fel. Ez a jelzés csupán a megfogalmazás eredetét és a szerzői jogokat jelzi, nem szolgál a cikkben szereplő információk forrásmegjelöléseként.